# Joy Fawcett
Pour les articles homonymes, voir Fawcett.
Joy Fawcett, née Joy Biefeld le 8 février 1968, à Inglewood en Californie, est une footballeuse internationale américaine. Elle évolue durant sa carrière de joueuse au poste de défenseure.

## Biographie
Elle est internationale américaine à 239 reprises de 1987 à 2004. Elle est sacrée championne olympique en 1996 et en 2004, vice-championne olympique en 2000, championne du monde en 1991 et en 1999 et troisième de la Coupe du monde 1995 et en 2003.